# Oligia obsolescens
Oligia obsolescens là một loài bướm đêm trong họ Noctuidae.